# Nadezjda Rosjtjina
Nadezjda Rosjtjina, född den 30 juni 1954 i Porubezjka i Ryssland, är en sovjetisk roddare.
Hon tog OS-silver i åtta med styrman i samband med de olympiska roddtävlingarna 1976 i Montréal.